# In hoc signo vinces

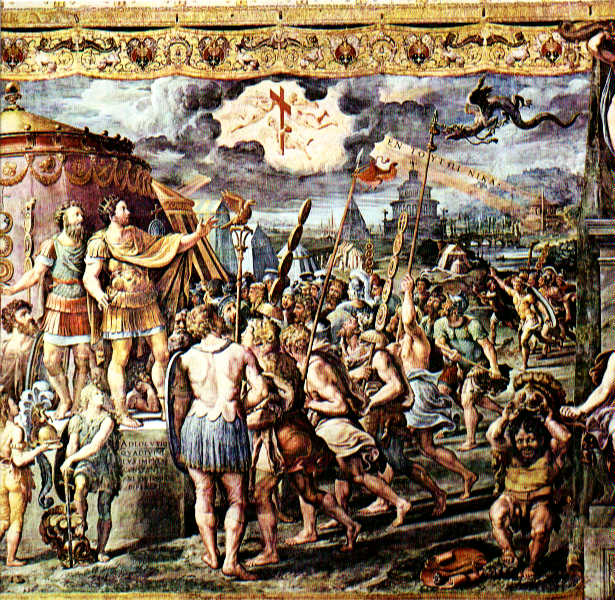
Detalle de la Visión de la Cruz realizada por los ayudantes de Rafael, que representa a Constantino I y la visión de la cruz en el cielo con el lema "en este signo vencerás".

In hoc signo vinces es una traducción en latín de la frase griega "ἐν τούτῳ νίκα", en toutōi nika, que significa "en este signo vencerás".
Según la narración de los principales historiadores cristianos de la Antigüedad, Constantino I adoptó esta frase griega ", εν τούτῳ νίκα", como lema después de su visión de un Crismón en el cielo justo antes de la batalla del Puente Milvio contra Majencio el 28 de octubre del año 323. El símbolo del cristianismo primitivo consistía en un monograma compuesto por las letras griegas chi (X) y rho (P), los dos primeros en el nombre de Cristo (en griego: Χριστός). En épocas posteriores el crismón "IHS", representaba las tres primeras letras de "Jesús" en griego latinizado (Ίησους, latinizado IHSOVS) y el "In hoc signo" de la leyenda.
El historiador Eusebio de Cesarea dice en su Vita Constantini que Constantino fue marchando con su ejército (Eusebio no especifica la ubicación real del evento, pero claramente no lo es en el campamento de Roma), cuando levantó la vista al sol y vio una cruz de luz por encima de ella , y con él las palabras griegas "εν τούτῳ νίκα" ("por esto, la victoria!", a menudo dictadas en latín In hoc signo vinces). Al principio, Constantino no conocía el significado de la aparición, pero en la noche siguiente, tuvo un sueño en el que Cristo le explicó que debía usar el signo en contra de sus enemigos. Eusebio sigue a continuación, para describir el lábaro, el estándar militar utilizado por Constantino en sus guerras contra Licinio tarde, mostrando el signo del crismón.
La frase es el lema en el escudo de armas a cargo de Juan III Sobieski  y otros miembros de la línea Sobieski, también en el escudo de armas de la dinastía irlandesa de O'Donnell de Tyrconnell, la Casa Noble de Vassallo, y es el lema de la Sagrada Orden Militar Constantiniana de San Jorge, también está en el escudo de armas de la ciudad de Birkirkara, la ciudad más grande en la isla de Malta, y la ciudad de Bayamón, Puerto Rico. La frase también aparece en el escudo "de armas" de cigarrillos Pall Mall , junto con "Per aspera ad Astra", una frase latina que significa "Para las estrellas con dificultades" o "A través de las dificultades a las estrellas".
In hoc signo vinces aparece prominentemente en cuatro de los seis colores de regimiento de la Brigada Irlandesa que sirvieron en los ejércitos de Francia desde 1690 hasta 1792.
La frase también aparece en un lugar prioritario como lema en una cinta desplegada con una pasión cruz a su izquierda, debajo de una ventana sobre la Scala Regia, junto a la estatua ecuestre del emperador Constantino, en la Ciudad del Vaticano. Emperadores y otros monarcas, habiendo pagado respeto al Papa, descendían la Scala Regia, y observa la luz que brillaba a través de la ventana, con el lema, que recordaban la visión de Constantino, y les exhortaba a seguir la Cruz. Desde allí torcerían a su vez a la derecha al atrio de la Basílica de San Pedro, aparentemente también inspirada en lo mismo. 
También fue utilizado como lema de la monarquía portuguesa. Según la leyenda, el rey Alfonso I de Portugal vio el signo de las quinas - el símbolo heráldico de Portugal en la batalla de Ourique, adoptándolo como símbolo nacional y como lema.
La frase aparece en el escudo del Batallón Antiaéreo, Unidad de infantería de Marina de la Armada Argentina, y es su lema de unidad.